# 双柱头蔺藨草
双柱头蔺藨草（学名：Trichophorum distigmaticum）也称双柱头针蔺，为莎草科蔺藨草属下的一个种。